# Irish Republican Brotherhood

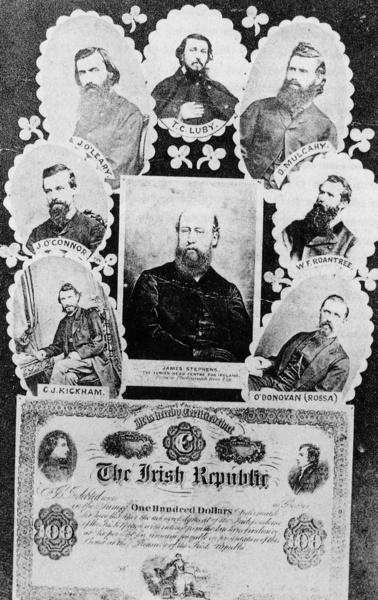
De leiders van de "Ierse Fenians" met een honderd dollar Fenian obligatie

De Irish Republican Brotherhood (IRB, Iers: Bráithreachas na Poblachta) was in de tweede helft van de 19e eeuw en het begin van de 20e eeuw een geheime, eedgebonden broederschap gewijd aan de oprichting van een "onafhankelijke democratische republiek" in Ierland . De tegenhanger in de Verenigde Staten van Amerika was het werk van John O'Mahony en werd bekend als de Fenian Brotherhood (later Clan na Gael). De leden van beide takken van de beweging worden vaak aangeduid als "Fenians". De IRB heeft een belangrijke rol gespeeld in de geschiedenis van Ierland, als de belangrijkste pleitbezorger van het republicanisme tijdens de campagne voor Ierlands onafhankelijkheid van het Verenigd Koninkrijk. Als zodanig was zij de opvolger van bewegingen zoals de United Irishmen van de jaren 1790 en de Young Irelanders van de jaren 1840.
Als onderdeel van de New Departure in de jaren 1870 en 1880 probeerden IRB-leden om de Home Rule League en zijn opvolger, de Ierse Parlementaire Partij, te democratiseren alsmede deel te laten nemen aan de Irish National Land League.
In 1916 organiseerde de IRB de Paasopstand, die in 1919 leidde tot de oprichting van de eerste Dáil Éireann. De onderdrukking van de Paasopstand zette een reeks van gebeurtenissen in gang die leidden tot de Ierse Onafhankelijkheidsoorlog en de ondertekening van het Anglo-Iers Verdrag in 1921. Uiteindelijk mondde dit uit in de oprichting van de Ierse Vrijstaat, die het hele eiland omvat met uitzondering van het nog steeds tot het Verenigd Koninkrijk behorende Noord-Ierland.

## Bekende leden
- Jeremiah O'Donovan Rossa
- Pádraig Pearse
- Joseph Mary Plunkett